# Pep Biel
Pep Biel, né le 5 septembre 1996 à Sant Joan en Espagne, est un footballeur espagnol qui évolue au poste de milieu offensif au Charlotte FC, en prêt de l'Olympiakos.

## Biographie

### Formation et débuts
Né à Sant Joan en Espagne, Pep Biel commence le football au CE Constància, puis au Rayo Vallecano.

### Real Saragosse
Le 12 juillet 2017, Pep Biel rejoint le Real Saragosse, où il signe un contrat de deux ans et où il intègre dans un premier temps l'équipe B.
Il joue son premier match en équipe première le 19 janvier 2018 contre le Grenade CF, faisant par la même occasion ses débuts en Segunda División. Il entre en jeu à la place de Daniel Lasure (en) lors de ce match perdu par son équipe (2-1 score final),. 
Le 23 mai 2018, il prolonge son contrat de quatre ans et est promu définitivement en équipe première.
Le 12 novembre 2018, il marque son premier but en deuxième division espagnole, sur la pelouse du Gimnàstic Tarragone, permettant à son équipe de l'emporter 1-3. Le 8 avril 2019, il s'illustre en étant l'auteur d'un doublé en championnat, sur la pelouse du Cádiz CF, permettant à son équipe de faire match nul (3-3). Au total, il inscrit six buts en Segunda División cette saison là.

### FC Copenhague
Le 2 août 2019, Pep Biel s'engage en faveur du FC Copenhague, signant un contrat courant jusqu'en juin 2024. Le jour suivant, il joue son premier match sous ses nouvelles couleurs, face à SønderjyskE, en championnat. Il entre en jeu à la place de Viktor Fischer et son équipe s'impose par deux buts à un. C'est face à cette même équipe qu'il inscrit son premier but pour Copenhague, le 3 novembre 2019, en championnat. Il marque en transformant un penalty et participe ainsi à la victoire de son équipe (3-0 score final).
Lors de la saison 2019-2020, il participe à la Ligue Europa avec le FC Copenhague. Il se met en évidence en inscrivant un but sur la pelouse du Celtic FC, lors des seizièmes de finale.
En septembre 2021, Pep Biel est élu joueur du mois d'août dans le championnat danois pour ses performances, avec cinq buts et deux passes décisives en seulement cinq matchs.
Pep Biel remporte le titre de meilleur joueur de la saison 2021-2022. Il devance notamment Nicklas Helenius et le brésilien Evander, qui étaient également en lice pour remporter cette récompense.

### Olympiakos
Le 1er septembre 2022, Pep Biel rejoint la Grèce afin de s'engager en faveur de l'Olympiakos. Il signe un contrat de cinq ans, soit jusqu'en juin 2027,.

### Prêts
Le 1er février 2024, Pep Biel rejoint le FC Augsbourg sous la forme d'un prêt jusqu'à la fin de la saison. Le club dispose d'une option d'achat sur le joueur.
Le 15 août 2024, Biel est prêté au Charlotte FC jusqu'à la fin de l'année.

## Palmarès

### En club
FC Copenhague
- Championnat du Danemark (1) :
  - Champion : 2021-22.

## Distinctions personnelles
- Meilleur joueur du Championnat du Danemark lors de la saison 2021-2022.